# Coelocaryon preussii
Coelocaryon preussii ist ein Baum aus der Familie der Muskatnussgewächse aus dem zentralen bis westlichen Afrika.

## Beschreibung
Coelocaryon preussii wächst als immergrüner, langsamwüchsiger Baum bis 35 Meter hoch. Der Stammdurchmesser erreicht bis über 80 Zentimeter. Der Stamm ist öfters geriffelt oder es sind Wurzelanläufe vorhanden, Brettwurzeln werden fast nicht gebildet. Die rot-braune Borke ist schuppig.
Die wechselständigen, einfachen und kurz gestielten, dünnledrigen, kahlen Laubblätter sind ganzrandig. Der kurze, rinnige Blattstiel ist 1–2 Zentimeter lang. Die verkehrt-eiförmigen Blätter sind 15–25 Zentimeter lang und 6–8 Zentimeter breit, an der Spitze sind sie spitz bis zugespitzt. Die Nebenblätter fehlen.
Coelocaryon preussii ist zweihäusig diözisch. Es werden achselständige, kleine und kurz rostig behaarte Rispen mit kleinen, vielblütigen, doldigen Gruppen gebildet. Die Stiele der kleinen doldigen Gruppen verbreitern sich an der Spitze scheibenförmig, anfänglich sind die Blütengruppen von einer abfallenden „Umhüllung“ (Deckblätter, Kalyptra) umhüllt. Die eingeschlechtlichen, gelben und sehr kleinen, etwa 3 Millimeter großen Blüten sind kurz gestielt mit einfacher Blütenhülle. Das kurz und rötlich-braun behaarte, becherförmige Perianth ist 3–4teilig. In den männlichen Blüten sind 3 bis 5 in einem Synadrium verwachsene Staubblätter vorhanden. Der einkammerige, kahle Fruchtknoten der weiblichen Blüten ist oberständig, mit einem sehr kurzen Griffel mit zweiteiliger Narbe.
Es werden 3,5–4 Zentimeter große, gelbliche, rundliche bis ellipsoide und einsamige Früchte gebildet, die sich zweiklappig öffnen und in kleinen Gruppen erscheinen. Die innen hohlen, 2–3 Zentimeter langen, dunkelbraunen bis schwärzlichen, glatten und ellipsoiden Samen sind fast ganz von einem zerschlitzten, rötlichen bis rosafarbenen Arillus umhüllt.

## Taxonomie
Die Erstbeschreibung erfolgte 1895 durch Otto Warburg in Notizbl. Königl. Bot. Gart. Berlin 1: 99. Synonyme sind Coelocaryon cuneatum Warb., Coelocaryon klainei Pierre ex Heckel, Coelocaryon multiflorum Warb.

## Verwendung
Das relativ leichte bis mittelschwere Holz ist wenig beständig aber gut behandelbar, es ist bekannt als Ékoune oder Ékun.
Die Rinde wird medizinisch verwendet. Aus den Samen kann ein Fett erhalten werden.